# Lacchiarella
Lacchiarella là một đô thị ở tỉnh Milano, vùng Lombardia của Italia, khoảng 22 km về phía nam Milano. Tại thời điểm ngày 31 tháng 12 năm 2004, đô thị này có dân số 7.542 và diện tích là 24,2 km².
Đô thị Lacchiarella gồm cácfrazioni (đơn vị cấp dưới, chủ yếu là thôn làng) Casirate Olona, Villamaggiore, and Mettone.
Lacchiarella giáp các đô thị sau:Zibido San Giacomo, Pieve Emanuele, Basiglio, Binasco, Siziano, Casarile, Vidigulfo, Giussago, Bornasco.